# 偏差音
音樂上的偏差音（inharmonicity）是樂器的本性，代表樂器發出的泛音頻率偏離其基本頻率整數倍的特性。

## 鋼琴

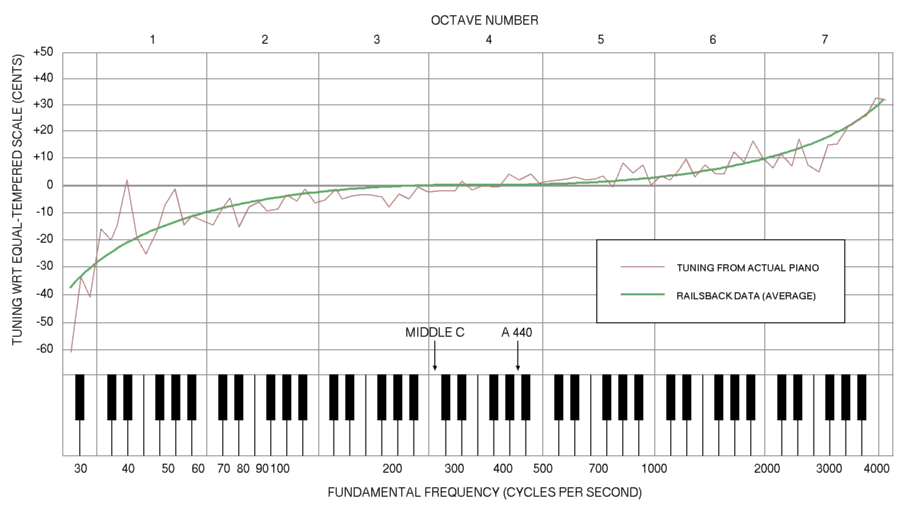
Railsback曲線

鋼琴調音（調律）中，所有平均律都需要微調，因為琴弦的剛性（stiffness）會產生偏差音。
1943年，Schuck和Young兩位科學家首次測得鋼琴的偏差音。相對於平均律的鋼琴偏差音見Railsback曲線圖。圖中顯示偏差音向鋼琴左右兩端擴大，偏離平均律的最大值約±30音分，差不多是一個半音的1/3。理論物理學家費曼在1961年的書信中描述金屬線的剛性與琴弦頻率偏移之間的關係如下式。真實的頻率等於
{\displaystyle f\left(1+{\frac {\pi }{2}}{\frac {EA^{2}\mu }{T^{2}}}f^{2}\right)}
其中f是基頻；T是弦的張力；A是弦的截面積；E是鋼的楊式模數；μ是單位長度鋼的質量7.8 g/cm乘以單位截面積（單位是cm²）。這說明琴弦天生具有泛音偏高的本性。偏高的泛音導致鋼琴調音師調高了高音域的音高，同時調低了低音域的音高，而不按平均律。
1962年，Harvey Fletcher等人表示：偏差音的重要性在於，它讓琴音聽起來更像鋼琴，帶有溫暖的特質。實驗也顯示：多數的演奏者較滿意憑聽覺調出的音。用儀器調出的音，聽起來感到高音域偏低，低音域又偏高。這是屬於人聽覺上的共同習慣性。